# Beta Sculptoris
Beta Sculptoris (β Scl / β Sculptoris) è la seconda stella più brillante della costellazione dello Scultore, con una magnitudine apparente di 4,38. Dista 174 anni luce dal sistema solare.

## Osservazione
Si tratta di una stella situata nell'emisfero celeste australe. La sua posizione moderatamente australe fa sì che questa stella sia osservabile specialmente dall'emisfero sud, in cui si mostra alta nel cielo nella fascia temperata; dall'emisfero boreale la sua osservazione risulta invece più penalizzata, specialmente al di fuori della sua fascia tropicale. Avendo una declinazione di -37º 49', risulta invisibile più a nord della latitudine 53ºN. La sua magnitudine, pari a +4,37, la rende individuabile solo con un cielo sufficientemente libero dagli effetti dell'inquinamento luminoso.
Il periodo più propizio per la sua osservazione nel cielo serale ricade nei mesi compresi fra settembre e gennaio, coincidenti con l'autunno boreale.

## Caratteristiche fisiche
Beta Sculptoris è una stella subgigante, con una magnitudine apparente di 4,38.
Nonostante la classificazione tra le stelle subgiganti, le caratteristiche sono tipiche di una stella bianco-azzurra di sequenza principale di tipo spettrale B9.5IV. È anche una stella al mercurio-manganese, come per esempio Alpheratz, la quantità presente di manganese è 115 volte superiore a quella del Sole, quella del mercurio 300.000 volte e quella dello Xeno 15.000 volte maggiore. Anche il contenuto in ferro è del 40% maggiore rispetto a quello contenuto nel Sole.
La massa è il triplo di quella del Sole, è 82 volte più luminosa, ed è anche classificata come variabile Alfa2 Canum Venaticorum; la sua magnitudine varia infatti da 4,35 a 4,39.